# スルホローダミンB
スルホローダミンB（sulforhodamine B、スルホロダミンB）あるいはキトンレッド（kiton red）は、レーザー誘起蛍光 (LIF) から培養細胞の細胞タンパク質の定量まで用いられる蛍光染料の一つである。化学式はC27H30N2O7S2。この水溶性、赤色、固体の染料は主にポーラートレーサー（polar tracer）として用いられている。
スルホローダミンBの吸収極大波長は565 nm、最大蛍光波長は585 nmである。pH 3から10の範囲ではpH依存的吸収あるいは蛍光を示さない。